# 艾米莉·索恩伯里
艾米莉·安妮·索恩伯里女爵士，DBE（英語：Dame Emily Anne Thornberry，1960年7月27日— ）是一名英国工党政治家，自2005年大选以来一直担任南伊斯灵顿和芬斯贝利选区国会议员。
索恩伯里出生在萨里郡，是萨莉·索恩伯里和联合国助理秘书长塞德里克·索恩伯里的女儿。1985年，她考入肯特大学学习法律，1985到2005年间作为大律师在迈克尔·曼斯菲尔德指导下从事业务。她于2005年首次当选国会议员，2005年至2010年任下院社区和地方政府专责委员会委员。2008年，她就住房问题和《人类受精和胚胎法》相关问题发表演讲，并多次在有关国家安全的议题上忤逆党鞭投票。
2010年大选连任议员，升任爱德·米利班德影子内阁影子总检察长，2014年因推特失言辞职。2015年科尔宾上台，她重返影子内阁，先后担任影子就业副大臣、影子国防大臣、影子外交大臣，2016年7月至2016年10月兼任影子脱欧大臣，2017年大选后加影子第一国务大臣衔。

## 早年经历
其生于萨里郡北部，父親塞德里克·索恩伯里是一名国际律师，后任联合国助理秘书长，北大西洋公约组织顾问等职；母親萨莉·索恩伯里为教师。七岁时父母离婚，她与其两个兄长跟随母亲生活，其母后加入工党从政，任市议会议员和市长。
1982年就读于坎特伯雷的肯特大学学习法律，在格雷律师学院获律师资格，1985年至2005年作为大律师追随迈克尔·曼斯菲尔德在陶克斯律师办公室专门从事人权法业务。
1985年加入运输和普通工人工会。在80年代后期，她成了媒体企业家瓦西德·阿里的朋友，并说服他加入工党。
2001年大选，作为工党候选人出马坎特伯雷选区，以2069票的差距不敌保守党议员朱利安·布拉西尔。

## 国会事业

### 后座议员
2005年大选工党国会议员克里斯·史密斯不再连任，遂接替其南伊斯灵顿和芬斯贝利选区的席位，尽管是通过全女性候选名单的方式。她以484张多数票赢下该议席，现任国会议员、时任卡姆登自治市议会教育事务负责人尼克·史密斯是其当年的竞选经理。
2005年5月24日在下院做首次演講。进入下院后，她任下院环境审计委员会委员至今，2005-2010年间任社区和地方政府专责委员会委员。她是国会跨党派自行车集团和国会跨党派堕胎权和性健康集团副主席。
她在下院着重关注卫生、住房、环境和平权等议题。她还谈到需要更多经济适用房，特别是在伊斯灵顿。2006年她提出一项私人條例草案-《住房协会法案》，意在改善住房协会对房主的控制。该法案的许多思路都被社区和地方政府部下属非政府部门公共机构住房有限公司采纳。在环境问题上，她与地球之友和世界自然基金会合作，为气候变化法案和海洋法案宣传造势。2006年，她经世界自然基金会提名后获年度环境冠军奖。

### 米利班德领袖任期

#### 白色货车推文
2014年11月20日，在肯特郡罗彻斯特和斯特鲁德选区补选投票站关闭后不久，宣布辞去影子内阁职务。当天早些时候，她在推特发布一张该选区内的图片，画面显示一栋挂有三面圣乔治旗的排屋及停放在外的白色厢式货车，说明文字为“罗彻斯特景像”。这广泛的引起人们对其“势利”的批评。
她受到工党同事们的广泛批评，其中包括工党领袖爱德·米利班德，他声称該推文传达了一种“不敬的感觉”，克里斯·布莱恩特说，它违背了“政治的第一条规则”，西门·丹朱克提出该党已被“北伦敦自由派精英劫持”。

## 个人生活
自20世纪90年代初以来在伊斯灵顿定居。1991年7月，她与威尔伯斯律师办公室的大律师克里斯托弗·努吉在伦敦陶尔哈姆莱茨区结婚，他们育有两个儿子（分别于1991年12月、1999年7月出生）和一个女儿（1993年11月出生）。其丈夫努吉后成为御用大律师，高等法院法官，授骑士勋衔，故其有权被称为努吉夫人。1993年后，他们一直生活在伊斯灵顿里士满巴恩斯伯里，1997年大选前托尼·布莱尔也居于此，兩家在同一天搬入此地。她也在南伦敦和萨里郡吉尔福德拥有房产。
在2005年4月，她被发现为她的儿子选择了位于其选区外离家23公里（14英里）的国立爱丽丝·欧文夫人学校，该校校址以前设在伊斯灵顿，现在仍然为伊斯灵顿学生保留百分之十的名额。工党反对择校，因此她受到广泛批评。前教育部学校监察长克里斯·伍德黑德说：“作为一名父母我赞扬她的判断力，作为一名政治家而为她的虚伪感到痛惜。那些支持综合教育优点的人何时会将其政治信息中的逻辑运用到他们的孩子身上呢？”后来索恩伯里的女儿也入读那所学校。